# Артамонова (Пермский край)
Артамонова — деревня в Кудымкарском районе Пермского края. Входила в состав Степановского сельского поселения. Располагается юго-восточнее от города Кудымкара у автодороги А153. Расстояние до районного центра составляет 4 км. По данным Всероссийской переписи населения 2010 года, в деревне проживал 181 человек (93 мужчины и 88 женщин).

## История
По данным на 1 июля 1963 года, в деревне проживало 136 человек. Населённый пункт входил в состав Юринского сельсовета.